# بيتر روز (مؤرخة)
بيتر روز (بالهولندية: Peter Rose)‏ هي مؤرخة هولندية، ولدت في 25 فبراير 1939.